# デイビッド・ローゼンハン
デイビッド・ローゼンハン（David L. Rosenhan、1929年11月22日 - 2012年2月6日）は、アメリカ合衆国の心理学者、スタンフォード大学名誉教授。

## 略歴
- 1951年、学士号取得、イェシーバー大学
- 1953年、修士号取得　コロンビア大学
- 1958年、博士号取得、心理学、コロンビア大学
- スワースモア大学、プリンストン大学、ハバフォード大学で教職
- 1970年、スタンフォード大学ロウ・スクール（Stanford Law School）
- 1973年、ローゼンハン実験（Rosenhan experiment）
- オックスフォード大学ウルフソン・カレッジ（Wolfson College）訪問研究員
- アメリカ科学振興協会会員
- ペンシルベニア大学講師

## 参照
1. ↑   http://www.law.stanford.edu/directory/profile/52/ David Rosenhan Professor of Law and Psychology, Emeritus